# Протопорфирины
Протопорфиринами называют тетрапирролы, содержащие следующие боковые цепи:
- метил (4)
- пропионовая кислота (2)
- винил (2)

Протопорфирин IX широко распространён в природе как переносчик двухвалентных катионов. Ион железа (Fe2+) в геме гемоглобина, миоглобина и многих других гемосодержащих ферментах, таких как цитохром c и каталаза, является основным компонентом, а комплексы ионами магния (Mg2+) составляют основную часть хлорофилла. Комплекс с ионом цинка (Zn2+) образует цинковый протопорфирин.
Римская цифра (IX) определяет местоположение боковой цепи, но исторически, с ростом номенклатуры, настолько систематизированы были только некоторые части.
Протопорфирин IX, как прямой предшественник гема, накапливается в организме пациентов с эритропоэтической протопорфирией, которая является одним из генетических нарушений биосинтеза гема. Болезнь вызывает тяжёлую светочувствительность к видимой части спектра.
Чувствительность Протопорфирина IX к свету также используется при терапии различных форм рака (фотодинамическая терапия ФДТ).
Протопорфирины откладываются в скорлупе яиц некоторых птиц в виде коричневого или красного пигмента, а также землистого цвета или в виде пятен. Обычно это характерно для большинства воробьиных, некоторых не воробьиных, насиживающих яйца на земле, как кулики, чайки, козодои и рябки (выполняет роль камуфляжа), а также некоторых паразитических кукушек, яйца которых должны совпадать по цвету с яйцами в гнезде хозяина.
Протопорфирины делают скорлупу яйца прочнее и накапливаются в яйцах со слишком тонкой скорлупой из-за недостатка в них магния. Пятнистость обычно увеличивается с уменьшением содержания кальция в местных почвах, и особенно высока у последних яиц в кладке.